# Església de Sant Miquèu
L'Església de Sant Miquèu a Vielha (Vall d'Aran) és va construir en diferents fases entre els segles xii i xiii. Està dedicada a sant Miquel. A l'origen era una construcció en l'estil de transició del romànic al gòtic. Antigament era junta a l'antic castell medieval, del qual ja no en queda cap resta. És per aquest motiu que la torre del campanar té un aspecte fortificat. Té una única nau, amb capelles laterals, que respon a diverses etapes constructives. Els tres trams més propers a la façana oest són del segle xii. Estan coberts amb volta de canó reforçada per arcs torals. El tram previ al presbiteri correspon al segle xv i el creuer i la capçalera van ser construïts l'any 1730. És una obra inclosa a l'Inventari del Patrimoni Arquitectònic de Catalunya.

## Descripció

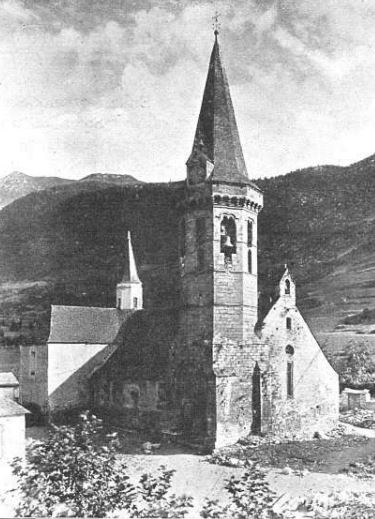
Any 1906

L'església parroquial de Sant Miquel, que era la capella del desaparegut castell de Vielha, és un edifici romànic de transició al gòtic (segle xii-xiii), molt reformat posteriorment. És d'una nau coberta amb volta de canó sobre arcs torals, i quatre capelles laterals per banda, cobertes també amb volta de canó, tret del parell més pròxim al creuer, que ho són amb volta per aresta (1535). Al segle xvi, per privilegi de Ferran II (1510), es bastí el campanar, que servia de torre de defensa, i que té embegut a la base el portal del segle xii, dins d'un atri.

### Portalada
L'actual porta d'accés al temple data de finals del segle xiii o principis del XIV. Va ser afegida al temple romànic existent. Recorda molt la de la veïna de Sant Esteve de Betren, si bé està molt més deteriorada. En ella s'hi combinen les línies apuntades de l'incipient estil gòtic amb la temàtica i simbologia romàniques. Està formada per cinc arquivoltes apuntades en gradació, on hi ha esculpides 59 figures, referents a la Resurrecció les imatges inferiors i a la Vida Eterna, les superiors. Podem veure-hi àngels, sants, músics i els apòstols gaudint de la Glòria, mentre que en les figures més properes als capitells observem diversos personatges sortint dels seus sepulcres. La portalada està protegida per un atri que forma el primer pis de la torre del campanar, tal com succeeix en l'església de Sant Martin de Gausac.

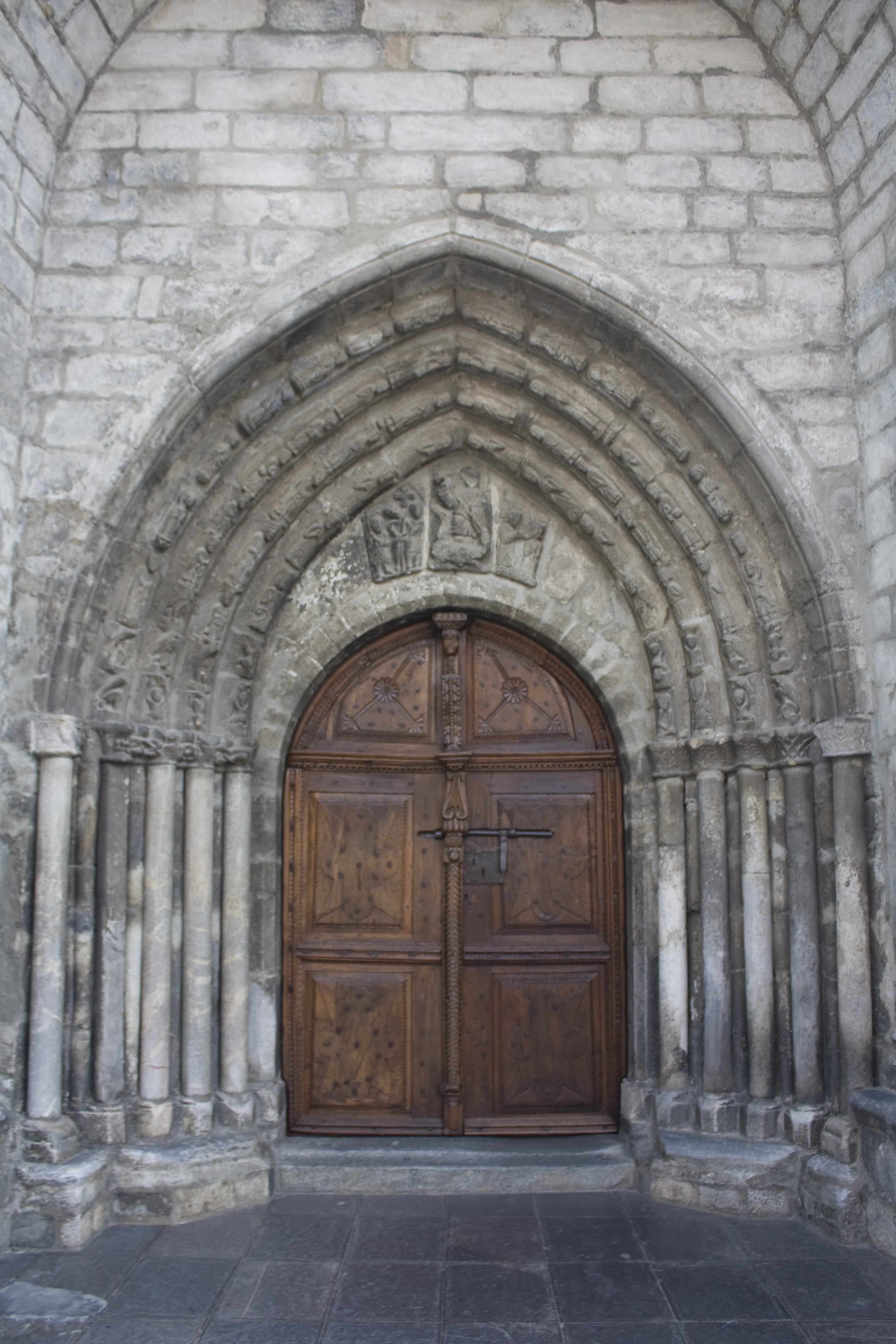
Vista frontal, l'any 2010
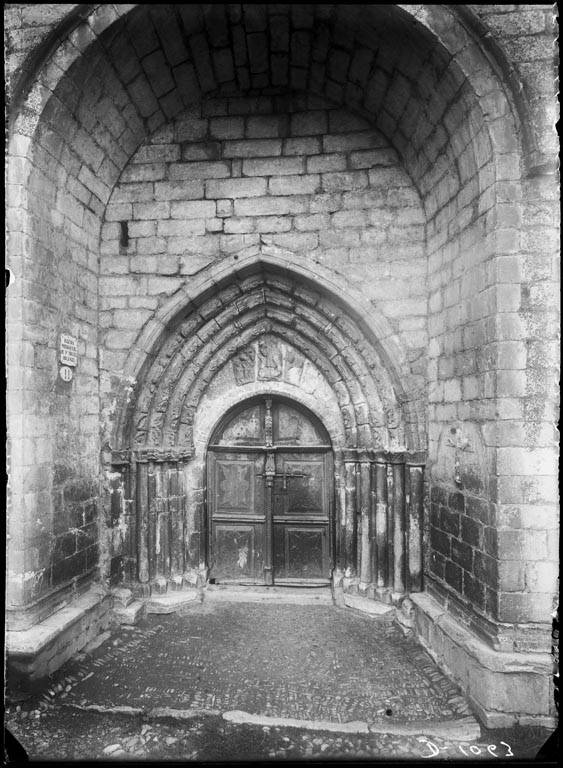
Portalada l'any 1907, per l'excursionista Juli Soler i Santaló

La portalada està ubicada a l'interior d'un nàrtex; consta de cinc arquivoltes apuntades, en degradació, a més d'un sisè arc interior de mig punt. Entre tots dos resta, com a Betren, un fals timpà amb tres plaques de marbre esculpides. En la peça central, la més gran, apareix esculpit un Sant Miquel amb una llança lluitant contra el dragó. En les laterals, a la dreta la Flagel·lació de Jesús i a l'esquerra una escena de difícil interpretació que pot ser la creació de l'home. Les arquivoltes, també esculpides i amb 59 figures en relleu, que al·ludeixen en el seu conjunt al Judici Final, són de qualitat desigual i semblen obra de més d'una mà.
Situat a l'esquerra del pòrtic, hi ha un relleu en pedra de Crist a la Creu. Ubicat al costat de ponent de l'atri de l'església, la imatge de Crist està molt malmesa a causa de desprendiments matèrics (sobretot pel que fa a la zona del rostre i a la de les extremitats inferiors); la imatge penja en actitud triomfal sobre una creu llatina. És possible que fos representat amb corona i perizoni, i consta d'un subpedani a l'acabament de la creu; és un crucificat amb els palmells de la mà oberts, amb els peus separats i amb els braços lleugerament flexionats a l'alçada del colze. És similar al de Gausac però de millor qualitat. Fa 50 cm d'alçada.

### Campanar
La torre campanar és un obra del segle xiv. De base 6 x 7 metres, té la planta quadrada i està muntada sobre la portalada amb un arc de punt rodó que forma en la part interior, amb els paraments de la torre, un espai a mode de porxo o atri. El campanar, de base quadrada que esdevé octogonal és coronat per una barbacana que sosté una aguda coberta piramidal de pissarra El cos del campanar és vuitavat, proveït de sageteres, i en la part superior s'obren dos rengles de finestrals sobrepujats per volada cornisa sustentada en repises, i acabat amb un agut capitell de llicorella. L'alçada total és de 40 metres, i la de l'agulla de 13'5 metres.

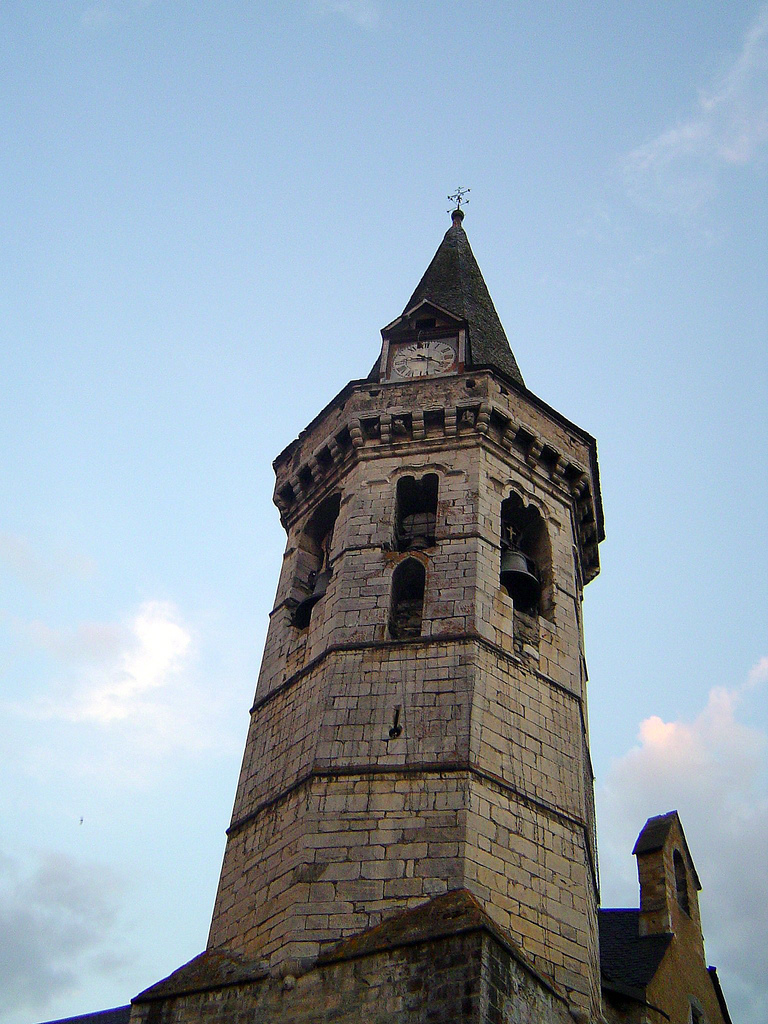
Detall del campanar.
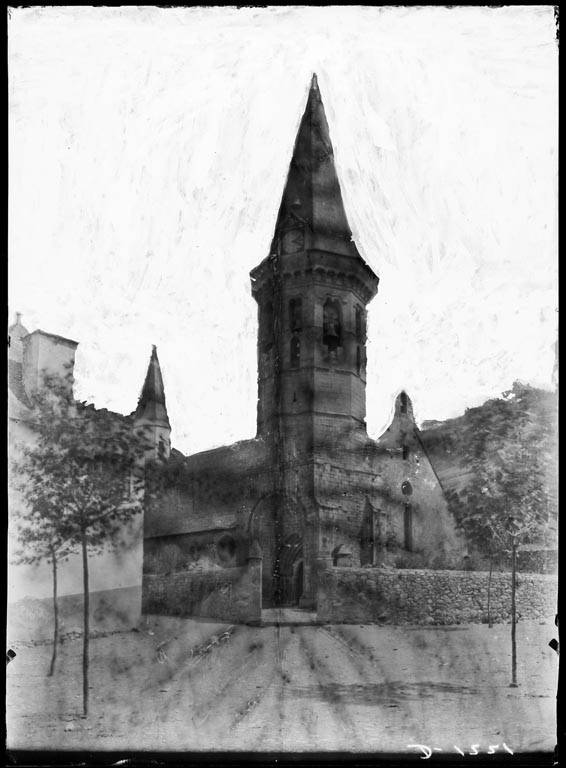
Vista de la torre del campanar de 1907.

Desenvolupava funcions de campanar, però en estar dins del recinte fortificat del castell també va ser dissenyada com a torre de defensa i torre d'homenatge. Originàriament es van construir dues finestres geminades de mig punt a cada costat del pis més elevat. Aquestes es van mutilar i modificar en segles posteriors per fer-hi encabir noves campanes. En el pis inferior a aquest hi ha una única finestra d'arc apuntat en cada mur de la torre. El setembre de 2013 un llamp va afectar el campanar i es tem per si s'haurà d'enderrocar

### Interior
A l'interior guarda una pica baptismal romànica. Formada per un vas troncocònic i un peu cilíndric, amb base circular. Tant el peu com la base no corresponen al vas. La pica està solcada per tres filets horitzontals que compartimenten la superfície del vas en dues franges. A la superior hi ha representat un motiu vegetal i a la inferior hi ha gravats una successió d'arcs. L'angle inferior de la pica està bordejat de botons semiesfèrics. Tant el peu com la base manquen de motius ornamentals: són llisos. Està esculpida amb motius vegetals i geomètrics d'influència mossàrab.
També hi ha l'altar major gòtic, atribuït per alguns a Pere Espallargues (segle xv), unes pintures murals renaixentistes, semblants a les d'Arties, i, sobretot, la talla del Crist de Mijaran, una excepcional talla procedent de l'antiga església de Santa Maria de Mijaran, un bust de dimensions naturals, que devia formar part d'un antic davallament romànic, que sembla que sortí de l'important taller d'Erill-la-Vall, a la Vall de Boí (segle XII-XIII). Fou traslladat en 1936 després que fou destruït el temple durant la Guerra Civil Espanyola. Formava part d'un conjunt escultòric d'un Davallament, similar als que hi ha a la Vall de Boí. Per les seves característiques es creu que també va ser obra del Mestre d'Erill. Només ens ha arribat una part d'aquesta magnífica talla policromada del segle xii. Es creu que arribava a fer més de dos metres d'alçada. Són molt interessants les traces dels cabells i la barba, amb trenes tallades en ziga-zaga i cargols. Les altres figures, segurament, devien desaparèixer l'any 1472, ja que l'església va ser saquejada durant una invasió francesa a la Vall.

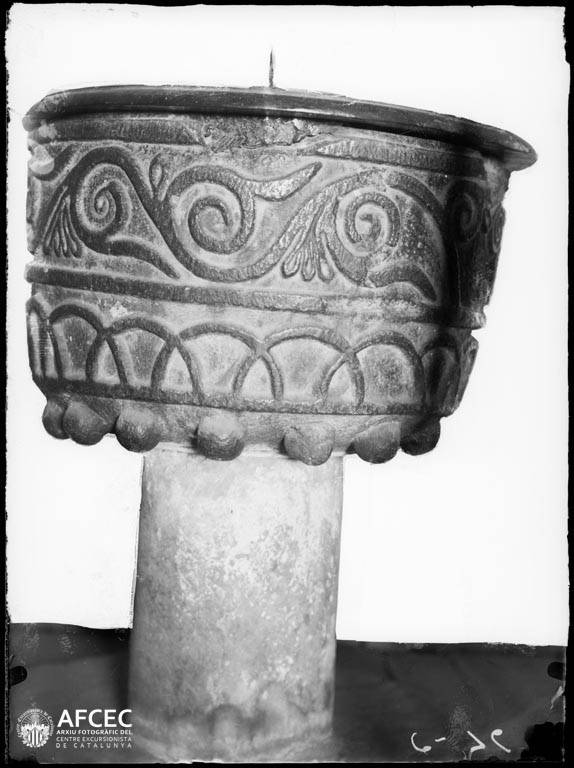
Font baptismal fotografiada el 1907.
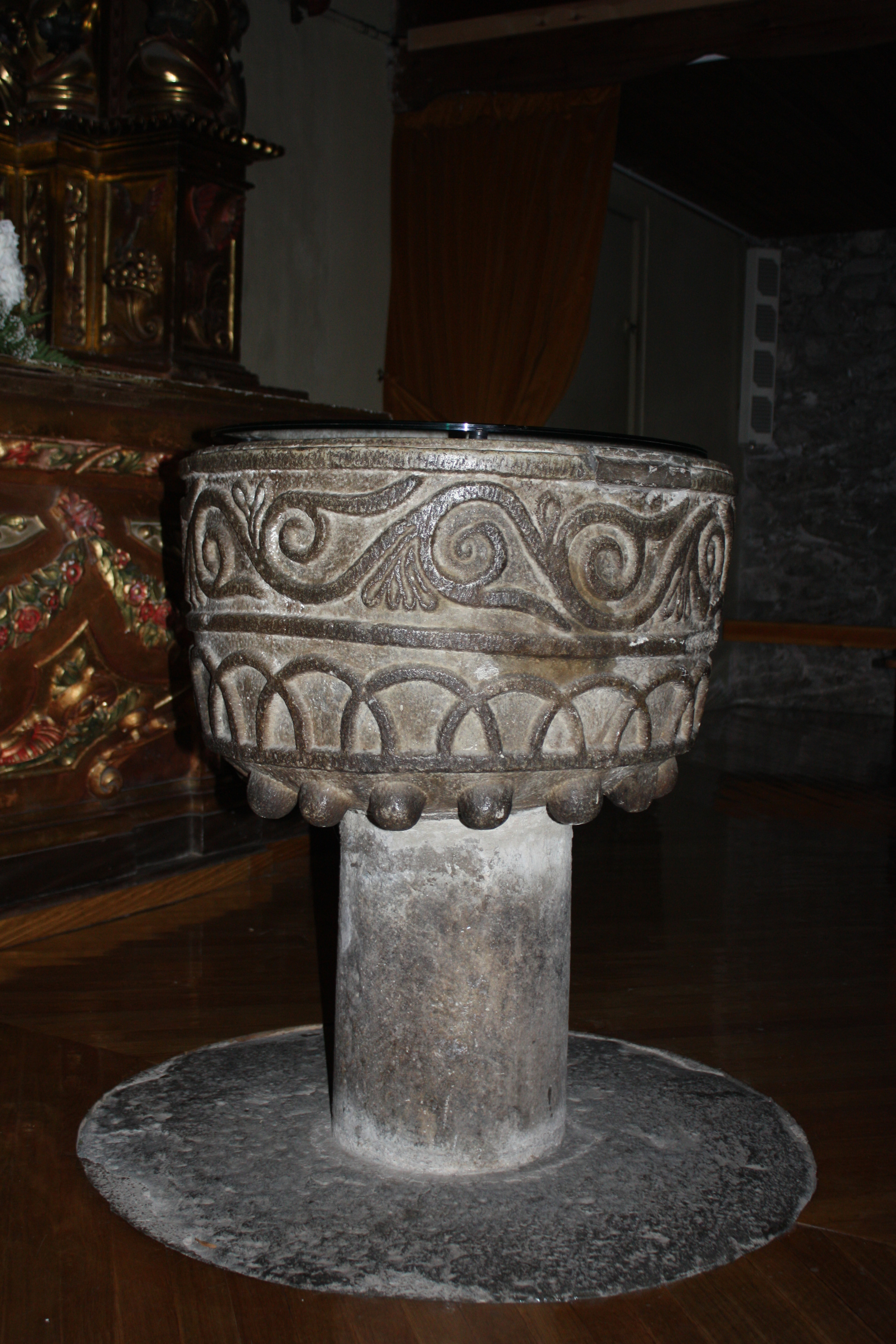
Pila baptismal en l'actualitat.
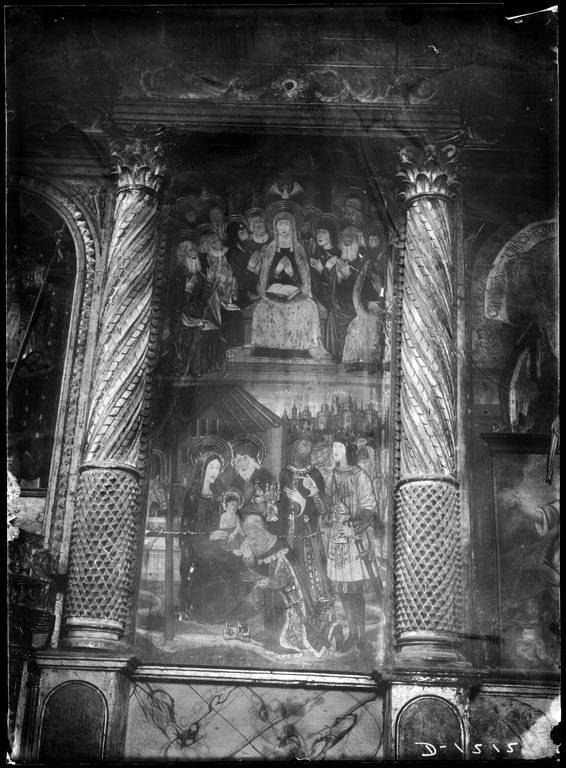
Altar major durant el segle xx.
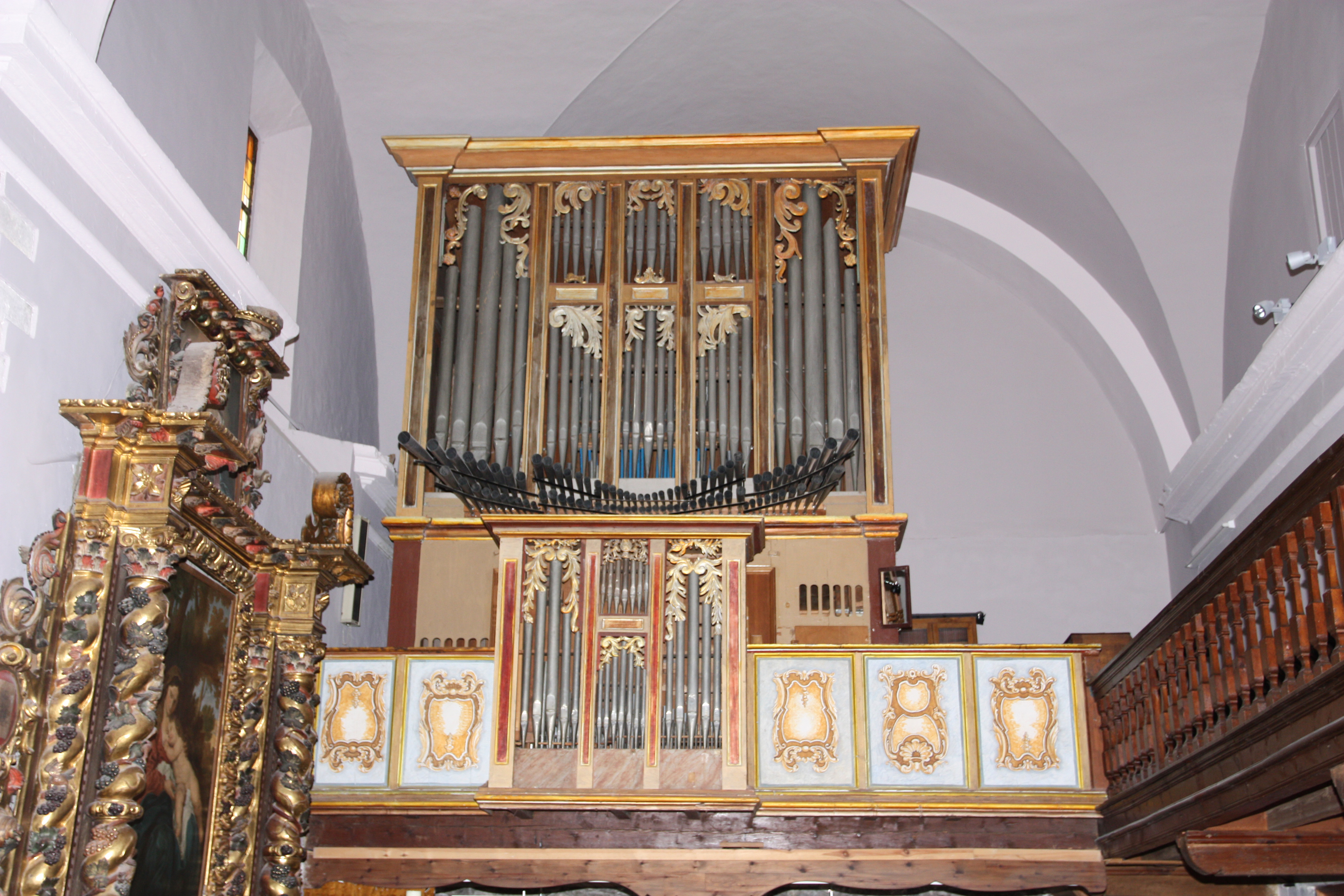
Orgue de l'església.
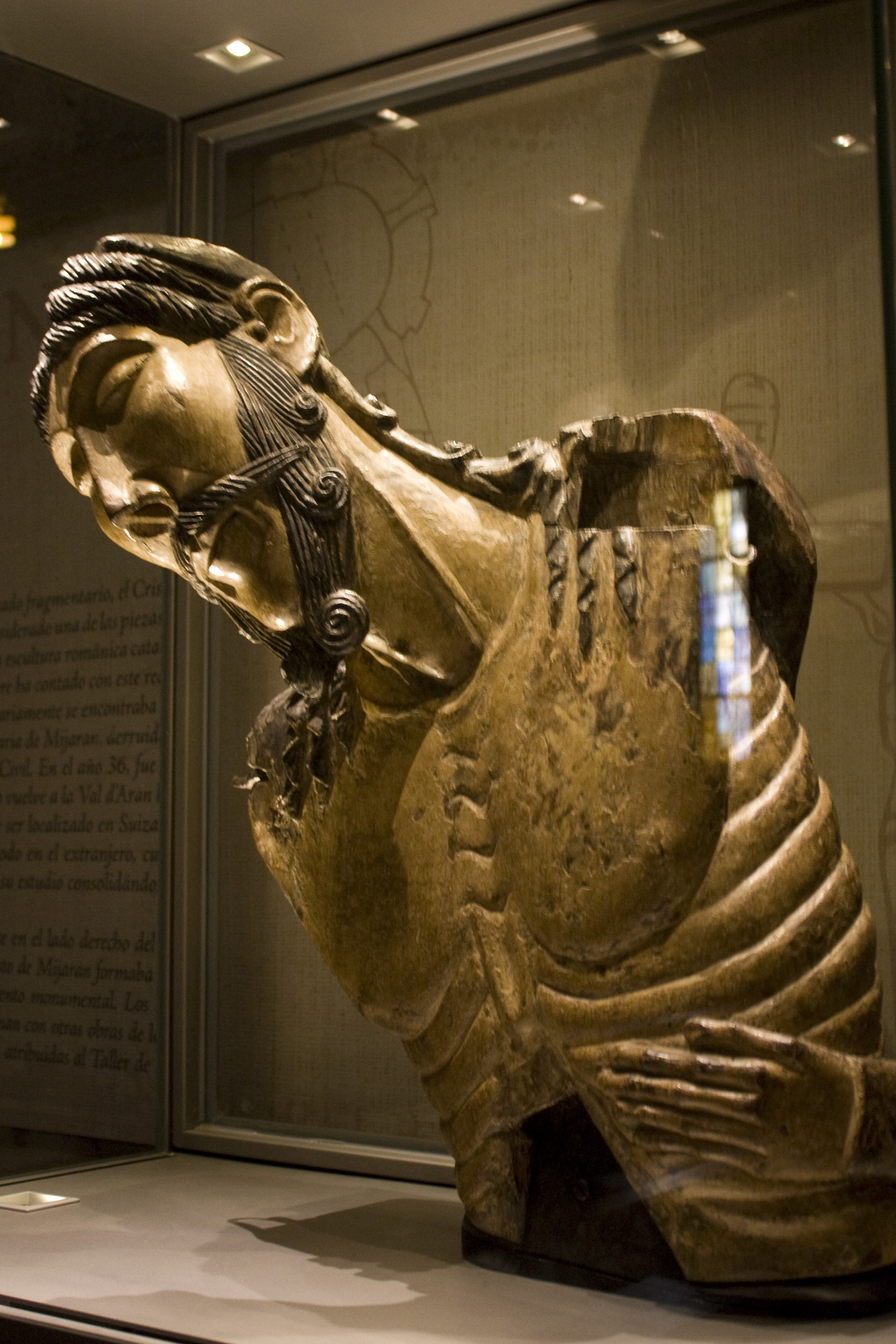
Crist de Mijaran.

Al creuer de l'epístola hi ha l'orgue barroc del segle xviii, de fusta pintada i daurada i datat de 1778, fou construït pels germans Josep i Llorenç Vicens de Sant Feliu de Guíxols. L'orguener Rouede el va traslladar i l'amplià el 1858; ha arribat a l'actualitat gairebé en la seva forma original amb algunes reformes. També hi ha una pintura sobre tela representant la Sagrada Família, còpia de A. Van Eyk realitzada per J. Virgili al segle xviii. Les capelles laterals presenten pintures murals renaixentistes amb escenes de la vida de Jesús (infantesa i passió). L'orgue va 
El retaule gòtic de l'altar major data del segle xv. Representa escenes de la vida de la Verge Maria i de Sant Miquel. El quadre central i els tres de l'angle superior esquerre són de Sant Miquel. Les figures que l'acompanyen al centre són els apòstols Sant Pere i Sant Pau. L'autor anònim, «Mestre de Vielha», sembla deixeble de Pere Garcia de Benavarri, que treballà a Barcelona, Lleida i Osca.

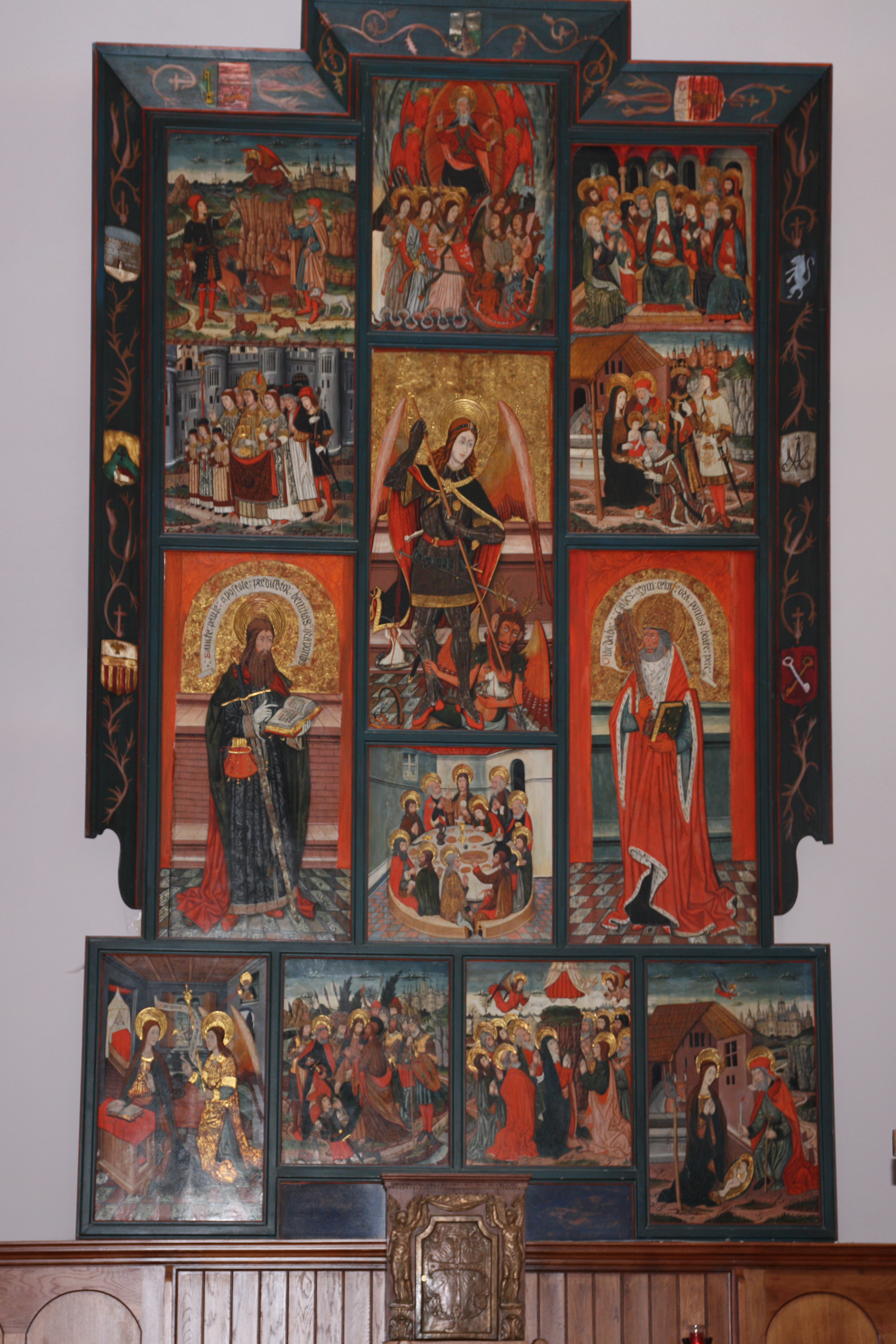
Vista completa del retaule gòtic.
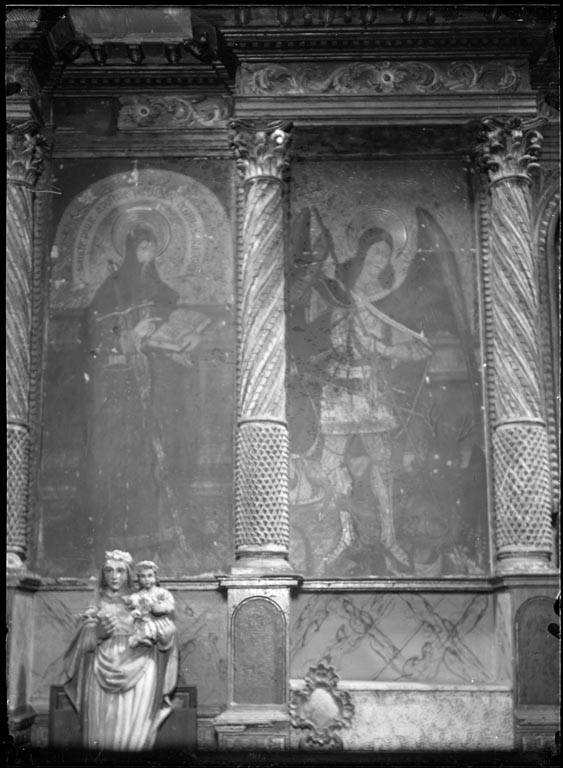
Detall del retaule de 1907.